# オジジアン
オジジアン (Ogygian, 1983年3月17日 - 2015年3月15日) とはアメリカ合衆国で生産・調教されたサラブレッドの競走馬、および種牡馬である。1985年のフューチュリティステークスなどに優勝し、後に日本で種牡馬入りしている。代表産駒にはエイシンワシントンやバトルラインがいる。
なお、日本の書籍などでは当馬の名前を「オジジアン」と記述するのが一般的だが、現役時代のオーナーは「オガイジャン」と発音するのが正しいとしている。名前の由来は『オデュッセイア』に登場する、オデュッセウスが海の女神カリュプソーに引き止められたオギュギアの島であるため、それに倣うなら「オギュギアン」となる。

## 経歴
- 特記がない限り、競走はすべてダートコース。競走格付けは開催当時のもの。

1983年に生まれた牡馬で、同世代にはブロードブラッシュやモガンボなどがいる。
1985年に競走馬デビューした。2歳時はデビュー戦から3戦3勝と無敗の成績を誇り、特にフューチュリティステークス（ベルモントパーク・7ハロン・G1）では2着グルーヴィに9馬身半差をつけての圧勝劇を演じ、同年のブリーダーズカップ・ジュヴェナイルを制したタッソーと並んで2歳馬トップの126ポンドのレーティングを与えられた。3歳時はクラシック路線こそ故障により未出走に終わったが、7月にはドワイヤーステークス（ベルモントパーク・9ハロン・G1）で優勝、さらに9月のジェロームハンデキャップ（アケダクト・8ハロン・G1）ではモガンボ相手にアタマ差で勝ち、通算10戦7勝・G1競走3勝の好成績で引退した。
1988年からクレイボーンファームにて種牡馬入りした。日本では重賞を2勝したエイシンワシントンの活躍でその名が知れわたるようになり、エイシンワシントンが現役で活躍中の1996年から、浦河町のイーストスタッドで供用されるようになる。その後も外国産馬としてすでに輸入されていたバトルライン、持込馬のタイキダイヤが重賞を勝ったものの、日本での産駒はジョーディシラオキが唯一の中央重賞勝ち馬と、成績は尻すぼみとなっていった。なお、日本での繋養中に左目を失明している。
2005年、オジジアンは22歳の時に功労馬保護団体オールドフレンズによってアメリカへと買い戻された。ケンタッキー州の同施設で余生を送り、2015年3月14日に疝痛による合併症で32歳で安楽死となった。17世代の産駒からは733頭が競走馬となり、うち473頭が勝ち上がり、23頭がステークス勝ち馬となった。獲得賞金は約5230万ドル。重賞勝ち馬11頭を含む23頭がステークスウィナーとなった。母の父としては史上2頭目のエクリプス賞とカルティエ賞の最優秀2歳牡馬となったヨハネスブルグを筆頭に、種牡馬成績を上回る実績を残している。

## 評価

### 主な勝鞍
1985年（2歳）　3戦3勝
フューチュリティステークス (G1)
1986年（3歳）　7戦4勝
ドワイヤーステークス (当時G1)、ジェロームハンデキャップ (G1)、リヴァリッジステークス

### 主な産駒
- 1991年産
  - エイシンワシントン（CBC賞、セントウルステークス、スプリンターズステークス2着、種牡馬）
- 1993年産
  - バトルライン（プロキオンステークス、エルムステークス、全日本サラブレッドカップ、マイルチャンピオンシップ南部杯2着、帝王賞2着、種牡馬）
- 1996年産
  - タイキダイヤ（クリスタルカップ）
- 1997年産
  - ジョーディシラオキ（チューリップ賞）
- 1998年産
  - フジノコンドル（サラブレッドチャレンジカップ、サマーチャンピオン、新緑賞、マーチカップ）

アメリカに残した産駒もG2勝ちが最高で、有力な後継種牡馬には恵まれなかった。

### 母の父としての成績
- 1998年産
  - ディバインシルバー - 全日本サラブレッドカップ、北海道スプリントカップ、黒船賞、クラスターカップ
- 1999年産
  - Gygistar / ジジスター - キングズビショップステークス
  - Johannesburg / ヨハネスブルグ - フェニックスステークス、モルニ賞、ミドルパークステークス、ブリーダーズカップ・ジュヴェナイル
- 2000年生
  - Spartacus / スパルタカス - フェニックスステークス、グランクリテリウム
- 2001年産
  - ワイルドソルジャー - 名古屋グランプリ
- 2004年産
  - Street Boss / ストリートボス - トリプルベンドインビテーショナルハンデキャップ、ビングクロスビーハンデキャップ
  - サンツェッペリン - 京成杯、皐月賞2着
- 2006年産
  - ダノンカモン - 名古屋大賞典
  - モエレビクトリー - 道営記念
- 2008年産
  - クィーンズバーン - 阪神牝馬ステークス

## 血統表
| オジジアンの血統               | オジジアンの血統                        | オジジアンの血統  | （血統表の出典）  | （血統表の出典） |
| 父系                           | ダマスカス系                            | ダマスカス系      | ダマスカス系      | [ § 2 ]          |
| 父 Damascus 1964 鹿毛 アメリカ | 父の父Sword Dancer 1956 栗毛 アメリカ   | Sunglow           | Sun Again         | Sun Again        |
| 父 Damascus 1964 鹿毛 アメリカ | 父の父Sword Dancer 1956 栗毛 アメリカ   | Sunglow           | Rosern            |                  |
| 父 Damascus 1964 鹿毛 アメリカ | 父の父Sword Dancer 1956 栗毛 アメリカ   | Highland Fling    | By Jimminy        | By Jimminy       |
| 父 Damascus 1964 鹿毛 アメリカ | 父の父Sword Dancer 1956 栗毛 アメリカ   | Highland Fling    | Swing Time        |                  |
| 父 Damascus 1964 鹿毛 アメリカ | 父の母Kerala 1958 鹿毛 アメリカ         | My Babu           | Djebel            | Djebel           |
| 父 Damascus 1964 鹿毛 アメリカ | 父の母Kerala 1958 鹿毛 アメリカ         | My Babu           | Perfume           |                  |
| 父 Damascus 1964 鹿毛 アメリカ | 父の母Kerala 1958 鹿毛 アメリカ         | Blade of Time     | Sickle            | Sickle           |
| 父 Damascus 1964 鹿毛 アメリカ | 父の母Kerala 1958 鹿毛 アメリカ         | Blade of Time     | Bar Nothing       |                  |
| 母 Gonfalon 1975 栗毛 アメリカ | 母の父Francis S. 1957 栗毛 アメリカ     | Royal Charger     | Nearco            | Nearco           |
| 母 Gonfalon 1975 栗毛 アメリカ | 母の父Francis S. 1957 栗毛 アメリカ     | Royal Charger     | Sun Princess      |                  |
| 母 Gonfalon 1975 栗毛 アメリカ | 母の父Francis S. 1957 栗毛 アメリカ     | Blue Eyed Momo    | War Admiral       | War Admiral      |
| 母 Gonfalon 1975 栗毛 アメリカ | 母の父Francis S. 1957 栗毛 アメリカ     | Blue Eyed Momo    | Big Event         |                  |
| 母 Gonfalon 1975 栗毛 アメリカ | 母の母Grand Splendor 1962 鹿毛 アメリカ | Correlation       | Free America      | Free America     |
| 母 Gonfalon 1975 栗毛 アメリカ | 母の母Grand Splendor 1962 鹿毛 アメリカ | Correlation       | Braydore          |                  |
| 母 Gonfalon 1975 栗毛 アメリカ | 母の母Grand Splendor 1962 鹿毛 アメリカ | Cequillo          | Princequillo      | Princequillo     |
| 母 Gonfalon 1975 栗毛 アメリカ | 母の母Grand Splendor 1962 鹿毛 アメリカ | Cequillo          | Boldness          |                  |
| 母系(F-No.)                    | (FN:16-a)                               | (FN:16-a)         | (FN:16-a)         | [ § 3 ]          |
| 5代内の近親交配                | Blue Larkspur 5x5                       | Blue Larkspur 5x5 | Blue Larkspur 5x5 | [ § 4 ]          |
| 出典                           | 1. 2. 3. 4.                             | 1. 2. 3. 4.       | 1. 2. 3. 4.       | 1. 2. 3. 4.      |

母ゴンファロンは12頭の競走馬を産み、そのうち8頭が勝ち上がるという優秀な繁殖成績を収めた。他の近親に、甥のオナーアンドグローリーがいる。